# Mugilogobius sarasinorum
Mugilogobius sarasinorum е вид лъчеперка от семейство Попчеви (Gobiidae). Видът е световно застрашен, със статут Уязвим.